# 2SZ35 Koalicija–SZV
A 2SZ35 Koalicija–SZV (oroszul: 2С35 Коалиция–СВ) orosz 152 mm-es önjáró löveg.

## Történet
Fejlesztése a 2000-es évek elején kezdődött. A jármű a 2SZ19 Mszta–SZ továbbfejlesztett változata. Az első, a tüzérségi rendszerre a Burevesztnyik Központi Tudományos Kutatóintézetnél kidolgozott  terveknél még újszerű toronykialakítás szerepelt két párhuzamosított 152 mm-es löveggel, míg az alváz a 2SZ19-nél is használt T–90-es lett volna. A végül megvalósult jármű kevésbé lett forradalmi. A toronyba csak egy löveg került, bár az már az újabb 2A88 típusú tarack. A löveg hordozó járműve azonban a T–90 helyett az újonnan fejlesztett Armata univerzális lánctalpas alváz lett.
Makettjét először a 2013-as Russia Arms Expo hadiipari kiállításon mutatták be a szakmai közönségnek.
A jekatyerinburgi Uraltranszmasnál 2014 elején készült két kísérleti példány, majd 2014 folyamán egy 10 darabos kisszériát gyártottak, melyeket a 2015-ös moszkvai győzelem napi díszszemlén mutattak be a nyilvánosság előtt. Az orosz védelmi minisztérium 2017 szeptemberében kötött szerződést a gyártóval az elkészült 12 darab átvételéről. Ezeket a Nyugati katonai Körzetben állították szolgálatba, ahol 2020-ig végrehajtják velük a csapatpróbákat. Ennek eredménytől függ majd a típus későbbi sorozatgyártása.
2015-ben az Uralvagonzavodhoz tartozó Nyizsnyij Novgorod-i Burevesztnyik tervezőiroda elkészítette az önjáró löveg gumikerekes változatát is. A 2SZ35–1 Koalicija-SZV-KS (KS – koljosznije sasszi, magyarul: gumikerekes futómű) jelzésű változat alváza egy 8×8-as hajtásképletű KamAZ–6560 tehergépkocsi, melyre a 2SZ35-nál használt tornyot és a 2A88 löveget építették be változatlan formában.

## Harcászati és műszaki jellemzői
Lőtávolsága: 40 km irányítatlan lövedékkel, 80 km irányított lövedékkel.

## Típusváltozatok
- 2SZ35 Koalicija-SZV – lánctalpas alvázra épített alapváltozat
- 2SZ35–1 Koalicija-SZ-KS – gumikerekes alvázra épített változat